# Kanton Génolhac

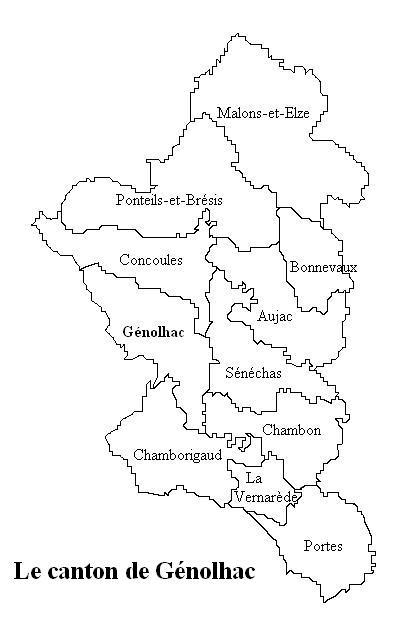
Kanton Génolhac

Der Kanton Barjac war ein französischer Wahlkreis im Département Gard und im Arrondissement Alès. Er hatte den Hauptort Génolhac und wurde 2015 im Rahmen einer landesweiten Neugliederung der Kantone aufgelöst.
Der Kanton umfasste die Wahlberechtigten aus elf Gemeinden:
| Gemeinde           | Einwohner Jahr | Code INSEE | Postleitzahl |
| ------------------ | -------------- | ---------- | ------------ |
| Aujac              | 184 (2013)     | 30022      | 30450        |
| Bonnevaux          | 106 (2013)     | 30044      | 30450        |
| Chambon            | 298 (2013)     | 30079      | 30450        |
| Chamborigaud       | 813 (2013)     | 30080      | 30530        |
| Concoules          | 258 (2013)     | 30090      | 30450        |
| Génolhac           | 860 (2013)     | 30130      | 30450        |
| Malons-et-Elze     | 118 (2013)     | 30153      | 30450        |
| Ponteils-et-Brésis | 345 (2013)     | 30201      | 30450        |
| Portes             | 368 (2013)     | 30203      | 30530        |
| Sénéchas           | 242 (2013)     | 30316      | 30450        |
| La Vernarède       | 338 (2013)     | 30345      | 30530        |